# Theroscopus corsicator
Theroscopus corsicator är en stekelart som först beskrevs av Aubert 1960.  Theroscopus corsicator ingår i släktet Theroscopus och familjen brokparasitsteklar. Inga underarter finns listade i Catalogue of Life.